# پل تانوئی
پل تانوئی (انگلیسی: Paul Tanui؛ زادهٔ ۲۲ دسامبر ۱۹۹۰) یک دونده دو استقامت اهل کنیا است. از افتخارات وی میتوان وی میتوان به کسب مدال برنز دو ۱۰۰۰۰ متر در مسابقات جهانی دو و میدانی ۲۰۱۳ و ۲۰۱۵ اشاره کرد.